# Clarke Stadium
Il Clarke Stadium è uno stadio polifunzionale situato a Edmonton, in Canada. Nato come impianto per il football canadese, ospita oggi le partite casalinghe della squadra di calcio dell'FC Edmonton.

## Storia
Lo stadio venne costruito nel 1938 e fu subito dedicato a Joseph Clarke, ex sindaco della città che si era distinto anche per i suoi meriti sportivi nel campo dell'atletica e del football, al momento della sua inaugurazione poteva ospitare circa 20.000 spettatori sulle due gradinate costruite sui lati lunghi del campo. Ospitò le gare casalinghe degli Edmonton Eskimos, la locale squadra di football, dal 1949 al 1978, fino al loro trasferimento al Commonwealth Stadium, costruito proprio a fianco dell'impianto per i giochi del Commonwealth dello stesso anno. Da quel momento ha svolto le funzioni di campo di allenamento degli Eskimos o di stadio delle squadre giovanili di football.
Ha ospitato anche le diverse squadre di calcio che si sono succedute nella città: i Drillers della NASL per la stagione 1982 e i Brickmen della Canadian Soccer League per tutta la loro esistenza.
Nel maggio del 2000 la struttura è stata completamente rasa al suolo per permettere la costruzione di nuove tribune di dimensioni più contenute, riducendo la capienza a 1.200 spettatori.
Il nuovo club professionistico di calcio della città, l'FC Edmonton, ha scelto il Clarke Stadium come proprio campo casalingo. A partire dal 2013 i fratelli Fath, proprietari del club, hanno così finanziato dei lavori per aumentare gradualmente la capienza dell'impianto a 4.200 posti.  Con l'ingresso del club nella Canadian Premier League la capacità dello stadio è ulteriormente aumentata a 5.100 posti: la nuova configurazione prevede tribune su tutti e quattro i lati del campo e delle suites al livello del terreno di gioco ai fianchi della piccola tribuna ovest.